# Erdei Etelka-díj

Az Erdei Etelka-díj a biológiában kiemelkedő tanulók jutalmazására szolgáló elismerés, melyre a biológia munkaközösség vezetője terjeszti fel az adott tanév végén a jelöltet a kuratóriumnak. A díj odaítéléséről a kuratórium dönt.

## A díj elnyerésének alapfeltétele
- jeles biológia osztályzat félévkor és tanév végén
- legalább 4,00 tanulmányi átlag tanév végén
- példás magatartás és szorgalom félévkor és tanév végén.

E feltételek teljesülése esetén a díj 
- I. fokozata
- II. fokozata
- III. fokozata
- IV. fokozata nyerhető el.

### Tisztség viselők
- Kuratórium elnöke: Martinuszné Korom Gabriella
- Kuratórium tagjai: Rója István, Sipos Jenőné, Fábján-Nagy Mária, Péczelyné Gerencsér Zsuzsanna, dr. Siket István

#### Rövid ismertetés
Az alapítvány célja elsősorban a kiemelkedő biológiai ismereteket felmutató, a tanulmányi munkában általában eredményes tanulók díjazása, másodsorban a biológia iránt érdeklődő tanulók támogatása biológiai ismereteik bővítése érdekében, harmadsorban a természettudományok oktatásának elősegítése, szinvonalának emelése.

## Az alapítvány által kiosztott további elismerések
- Ifjú Kutatók Pályázat
- Természetfotó pályázat